# Тата
Та́та (венг. Tata) — город на северо-западе Венгрии, в медье Комаром-Эстергом.
Население города по данным на 2006 год — 24 272 человека.

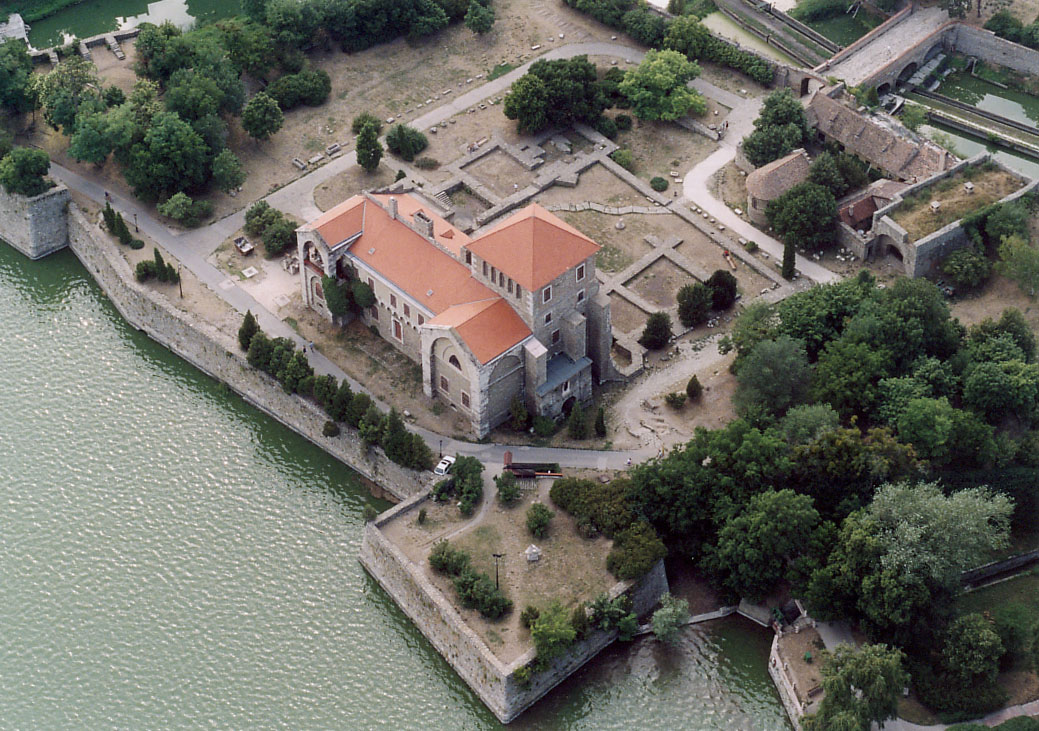

## История города
Основание и поселение уходят во времена римского правления, но впервые город упоминается в 1221 году, после завоевания Венгрии турками, замок становится главной крепостью. Впоследствии он был сожжён Габсбургами в ходе восстания венгерского народа под руководством Ференца II Ракоци.

## Галерея

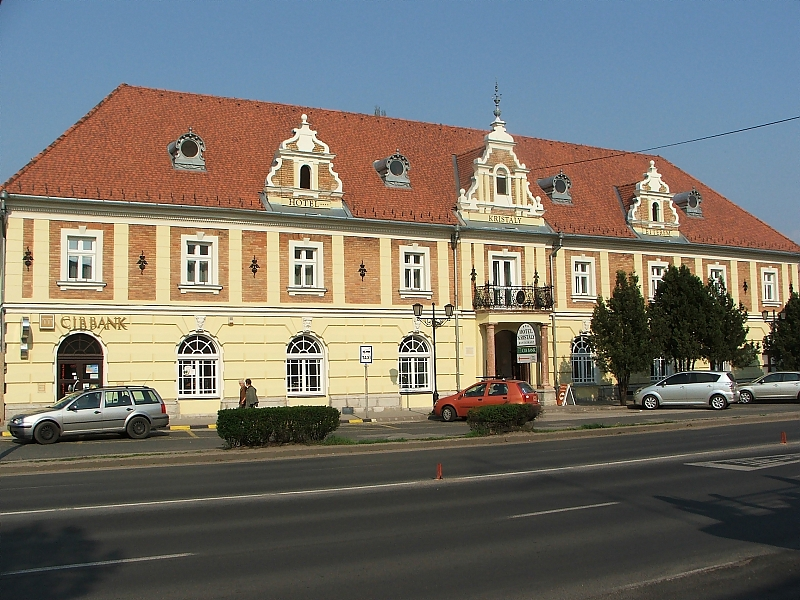
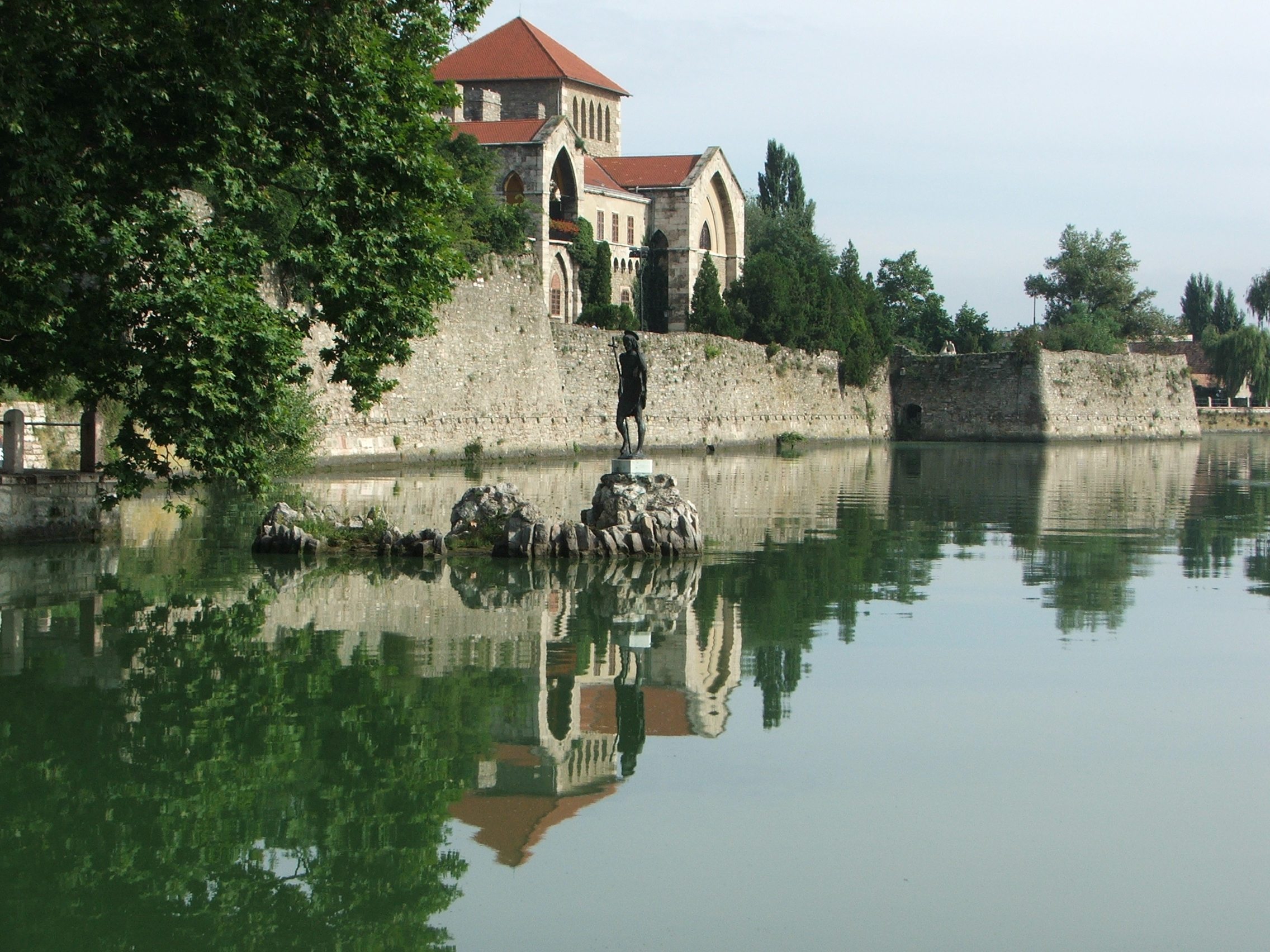
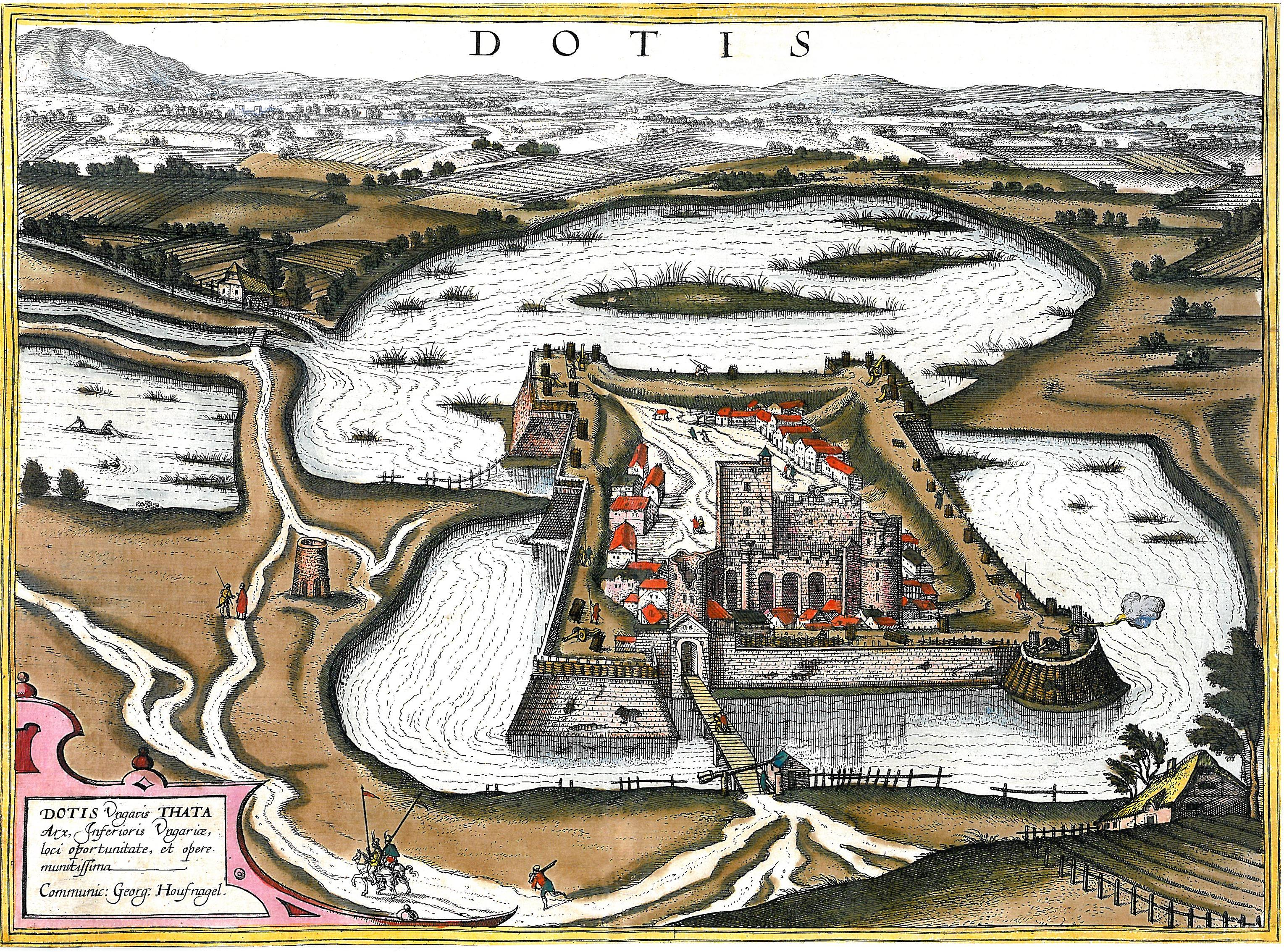

## Население
| Год  | Численность | Численность |
| ---- | ----------- | ----------- |
| 2013 | 23 726      | [ 3 ]       |
| 2014 | 23 629      | [ 4 ]       |
| 2018 | 23 377      | [ 5 ]       |
| 2022 | 23 323      | [ 6 ]       |
| 2023 | 23 881      | [ 7 ]       |
| 2024 | 23 549      | [ 2 ]       |

## Города-побратимы
- Svodín[вд], Словакия
- Алкмар, Нидерланды
- Аренцано, Италия
- Герлинген, Германия
- Даммари-ле-Лис, Франция
- Канижа, Сербия
- Монтебеллюна, Италия
- Пиньчув, Польша
- Совата, Румыния